# 略阳郡
略阳郡，中国古代的郡。
西晋泰始年间改广魏郡置，治所在临渭县（今甘肃省天水市东）。属秦州。辖境相当今甘肃省静宁、庄浪、清水、张家川、通渭等县及秦安、天水等市县部分地区。北魏时，移治陇城县（后改名略阳县，今秦安县东北陇城）。属秦州。辖境相当今甘肃省秦安、清水二县以北，通渭县以西，会宁县以南，静宁县及宁夏回族自治区隆德县等地。隋朝开皇二年（582年）废。